# کوک (نام خانوادگی)
کوک ممکن است به یکی از موارد زیر اشاره داشته باشد:
- اولیویا کوک
- جونگ‌کوک
- تیم کوک
- جزایر کوک
- جیمز کوک
- استیون کوک
- دیوید اچ. کوک
- چارلز جی. کوک